# K-21
K-21 byla sovětská ponorka třídy K, nazvaná Krejserskaja (česky: Křížníková), neoficiálně pojmenovaná jako Kaťuša. Na vodu byla spuštěna v Leningradě 16. srpna 1939. Jejím největším oficiálním úspěchem mělo být zasažení německé bitevní lodě Tirpitz dvěma torpédy dne 5. července 1942 v rámci akcí při ochraně konvoje PQ 17. Německá strana však poškození své lodě odmítla i přesto, že Tirpitz odeplul z místa bojů následující den sníženou rychlostí do Trondheimu a v docích na opravě zůstal od 8. července - 6. září 1942. Za tento čin ve Velké vlastenecké válce byla ponorka K-21 vyznamenána Řádem Rudého praporu. Ze sovětské flotily byla vyřazena 11. září 1954.